# Удово
У̀дово (на македонска литературна норма: Удово) е село в община Валандово, Северна Македония. Намира се северно от град Валандово на левия бряг на Вардар.

## География
Удово е равнино село разположено на река Вардар и европейски път Е75 то има отлични икономически възможности за развитие. Удово е гара на железопътната линия Скопие - Солун.

## История
В XIX век Удово е турско село в Дойранска каза на Османската империя. В „Етнография на вилаетите Адрианопол, Монастир и Салоника“, издадена в Константинопол в 1878 година и отразяваща статистиката на населението от 1873 година, Удава (Houdava) е посочено като селище със 100 домакинства, като жителите му са 204 мюсюлмани. Според статистиката на Васил Кънчов („Македония. Етнография и статистика“) от 1900 г. Удово има 425 жители, от които 375 турци и 50 цигани.
На 20 март 1915 край Удово е извършен един от най-мащабните атентати в българската история, при който е взривен железопътния мост на река Вардар. Атентатът е организиран и проведен от Вътрешната македоно-одринска революционна организация като част от акция срещу окупационните сръбски войски в три пункта в югоизточната част на Вардарска Македония, операцията е известна като Валандовска или Валандовско-удовска акция.
По време на българското управление във Вардарска Македония в годините на Втората световна война, Душан К. Константинов от Дойран е български кмет на Удово от 1 септември 1941 година до 9 март 1942 година. След това кметове са Спиро Манев Бабов от Кичево (9 март 1942 - 8 юли 1944) и Прокоп Атанасов Зоин от Неврокоп (8 юли 1944 - 9 септември 1944).
Според преброяването от 2002 година селото има 851 жители, от които 838 македонци, 7 турци, 2 сърби и 4 други. В селото има 229 домакинства в 2002 година, като жителите му, според преброяванията, са:
- 1994 – 883
- 2002 – 851

## „Свети Атанасий“
На 19 април 1993 година, втори ден на Великден, архиепископ Гаврил Охридски и Македонски поставя темелния камък на църквата „Свети Атанасий Велики“. Църквата е осветена в 2002 година от митрополит Тимотей Дебърско-Кичевски, администратор на Повардарската епархия. Църквата е трикорабна, кръстокуполна с осемстранен купол. На изток отвън завършна с полукръгла олтарна апсида. Частично е изписана от Златко Ристевски от Велес. Иконостасът е пренесен от църквата „Свети Димитър” в Градец и е изработен от Исая Джиков.

## Личности
Починали в Удово
- Георги Николов Гарагашков, български военен деец, капитан, загинал през Първата световна война[7]
- Иван Петров Адамов, български военен деец, капитан, загинал през Първата световна война[8]
- Инокентий Радевски, български свещеник, загинал през Първата световна война[9]
- Марко Бочев Мандяшки, български военен деец, подпоручик, загинал през Първата световна война[10]
- Христо Димитров (1880 – 1920), известен като Ичко Димитров Гюпчето или Ичко Гюпчев, български офицер и революционер, войвода на ВМРО.

Други
- Гьоко Зайков (р. 1995), северномакедонски футболист по произход от Удово